# 2017 OK69
2017 OK69 est un objet transneptunien de la famille des objets épars et une planète naine potentielle, ayant un diamètre estimé à environ 300 km.